# Ayagawa
Ayagawa (綾川町, Ayagawa-chō) és una vila i municipi de la prefectura de Kagawa, a la regió de Shikoku, el Japó, i pertanyent al districte d'Ayauta. Ayagawa és un dels pocs municipis de la prefectura que no fan costa amb la mar interior de Seto, i es troba als contraforts de la serra de Sanuki.

## Geografia
El municipi d'Ayagawa està situat al sud de la meitat central de la prefectura de Kagawa, al nord-est de l'illa de Shikoku. El terme municipal d'Ayagawa limita amb els de Takamatsu, la capital prefectural, a l'est; amb Mannō al sud; amb Marugame a l'oest i amb Sakaide al nord.

## Història
El 21 de març de 2006 es va fundar la vila d'Ayagawa fruit de la fusió de les viles d'Ayakami i de Ryōnan, al districte d'Ayauta.

## Demografia
| 1920   | 1930   | 1940   | 1950   | 1960   | 1970   | 1980   |
| ------ | ------ | ------ | ------ | ------ | ------ | ------ |
| 22.495 | 22.654 | 22.031 | 29.009 | 26.000 | 22.551 | 24.017 |
| 1990   | 2000   | 2010   | 2020   | 2030   | 2040   | 2050   |
| 24.509 | 26.205 | 24.632 | 22.749 | -      | -      | -      |

## Transport

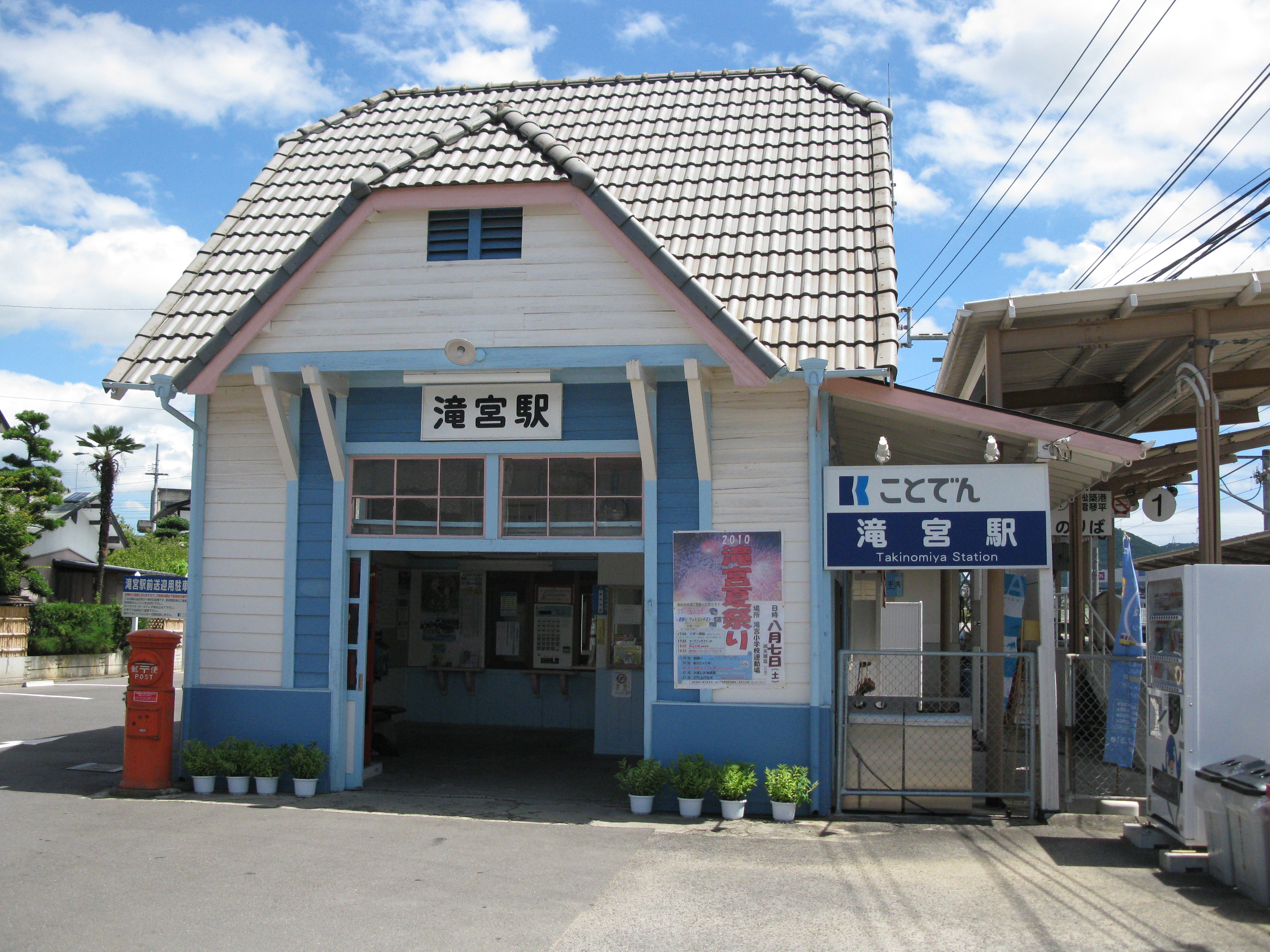
Estació de Takinomiya

### Ferrocarril
- Ferrocarril Elèctric de Takamatsu-Kotohira (Kotoden)
  - Kazashigaoka - Hatada - Sue - Ayagawa - Takinomiya - Hayuka

### Carretera
- Nacional 32 - Nacional 377

## Agermanaments
- Chippubestu, Hokkaido, Japó. (8 de setembre de 1979)
- Okazaki, prefectura d'Aichi, Japó. (3 de juny de 2019)
- Xinle, província de Hebei, RPX.